# لاسلوی یکم
لاسلوی یکم (به مجاری: I. László) یا لاسلوی قدیس (زادهٔ پیرامون ۱۰۴۰ میلادی - درگذشتهٔ ۲۹ ژوئیه ۱۰۹۵) پادشاه مجارستان از ۱۰۷۷ میلادی تا زمان مرگش بود.

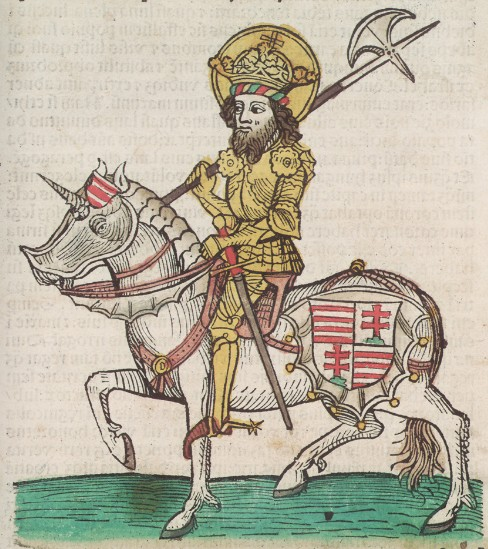
لاسلوی یکم

او توانست مرزهای مجارستان را گسترش دهد و سرزمین‌های گسستهٔ مجارستان را به هم بپیوندد. او یکی از پادشاهان محبوب تاریخ مجارستان به‌شمار می‌رود.
او برادر گزای یکم و رایزن وی در هنگام جنگ او با شالامون بود. پس از مرگ گزا، او خود داعیه‌دار شاهی شد و با شالامون به نبرد پرداخت. او، پس از یک رشته جنگ‌های داخلی توان‌بَر، توانست سرانجام به پادشاهی دست یابد. او توانست مرزهای کشورش را تا سراسر خاک کرواسی نیز بگسترَد.